# Germans Miranda
Germans Miranda és un pseudònim col·lectiu emprat per diversos escriptors catalans, amb què publicaren sis llibres entre el 1998 i el 2003. El motor de la iniciativa fou Piti Español (Pere Jordi Español).
En formaren part Pep Bras, Carles Capdevila i Plandiura, Xavier Cassadó, David Cirici, Piti Español, Jordi Galceran, Enric Gomà, Guillem Martínez, Manel Bonany, Gerard Prohias, Jordi Puntí, Jordi Serra i Matthew Tree. També hi participaren puntualment en la publicació dels llibres Albert Om i Toni Soler.
La seva obra Aaaaaahhh: dotze contes eròtics, publicada l'any 1998, va vendre 50.000 exemplars.

## Obres publicades
- Aaaaaahhh... : dotze contes eròtics.  Barcelona: Columna, 1998. ISBN 8483005123.
- El Barça o la vida.  Barcelona: Columna, 1999. ISBN 8483007193.
- Tocats d'amor.  Barcelona: Columna, 2000. ISBN 8483009528.
- Contes per a nenes dolentes.  Barcelona: Columna, 2001. ISBN 8466400613.
- La vida sexual dels germans M..  Barcelona: Columna, 2002. ISBN 8466402195.
- Adéu, Pujol! : 10 relats d'humor sobre el final d'una època.  Barcelona: Columna, 2003. ISBN 8466403590.

## Altres col·lectius
En l'àmbit de la llengua catalana, altres col·lectius d'escriptors que han publicat sota un pseudònim com si fossin un sol autor o uns germans són Trencavel (1974-1976), Ignasi Ubac (anys 70 (i 80?), Antoni Munné, Santi Pau, Carles Hac Mor, Félix Fanés i possiblement Biel Mesquida i altres, "textualisme ortodox" al diari Tele/eXprés), Taller Llunàtic (anys 70), Emili Xatard (Joan-Lluís Lluís, Gerard Jacquet, Aleix Renyé, Miquel Sargatal i Joan-Daniel Bezsonoff), que va sorgir els anys 90, l'Ofèlia Dracs (actiu entre el 1976 i el 2006 o fins al present, amb Joan Rendé, Joaquim Carbó, Jaume Fuster, Maria Antònia Oliver, Joaquim Soler, Jaume Cabré, Vicenç Villatoro, Josep Albanell, Margarida Aritzeta i altres), les Germanes Quintana (entre altres, Mercè Sàrrias, Eulàlia Carrillo, Carmen Abarca, Adelaida Perillós, Gisela Pou, Jo Alexander, Care Santos, Isabel Núñez, Isabel Olesti, Eva Piquer i Míriam Iscla, Mercè Ubach), que van sorgir el 1999, i un de nou que sorgí el 2010: Unai Siset (Pasqual Alapont, Manuel Baixauli, Esperança Camps, Vicent Borràs, Àlan Greus, Urbà Lozano i Vicent Usó).